# Psora peninsularis
Psora peninsularis är en lavart som beskrevs av Timdal. Psora peninsularis ingår i släktet Psora och familjen Psoraceae.   Inga underarter finns listade i Catalogue of Life.